# Hrvatska svećenička nogometna selekcija
Hrvatska svećenička nogometna selekcija jedna je od momčadi Hrvatskoga nogometnog saveza i predstavlja Hrvatsku u nogometu i malom nogometu za svećenike.
Prva utakmica odigrana je 24. travnja 1995. kada je od njih bila bolja austrijska svećenička reprezentacija (0:1), a među organizatorima su bili Đuro Brodarac i sportski novinar Branko Kanižaj. Reprezentacija je organizirana 1997.
U povijesti samostalne Hrvatske postigla je velike uspjehe. Na deset europskih prvenstava u malom nogometu za svećenike, zaključno s europskim prvenstvom 2017., hrvatski su svećenici osvojili dva zlata, tri srebra i četiri bronce. Vodi ih izbornik Krešimir Žinić. Uz ta odličja, dvaput je osvojila 4. mjesto, što znači da je u 11 natjecanja svaki put bila u borbi za odličja.
Hrvatski svećenici su dvaput bili domaćini europskog prvenstva. Prvi put bili su 2006. u Zagrebu i Križevcima, a drugi put 2017. u Vukovaru.
Humanitarnom nogometnom utakmicom između momčadi "Vatreni 1998." i nogometne selekcije hrvatskih svećenika, 26. svibnja 2015. u Sisku je obilježena 20. obljetnica svećeničke selekcije. Utakmica je završila pobjedom Vatrenih 7:3.
O Hrvatskoj svećeničkoj nogometnoj selekciji objavljena je fotomonografija Nogometna reprezentacija hrvatskih svećenika u službi ljubavi i zajedništva 2023.

## Rezultati
Na Europskome prvenstvu u Vukovaru, 20. – 23. veljače 2017., osvojili su broncu.
Na 16. Europskom prvenstvu za svećenike u malom nogometu u Skadru, 5. – 8. veljače 2024., osvojili su zlato. U polufinalu su pobijedili Rumunjsku, a u finalu Poljsku.
Na 17. Europskom prvenstvu za svećenike u malom nogometu u mađarskoj Kisvárdi, u veljači 2025., osvojili su broncu.